# Арнфред, Мортен
Мо́ртен А́рнфред (дат. Morten Arnfred; 2 августа 1945, Фредериксберг, Дания) — датский кинорежиссёр, сценарист, продюсер, оператор и фотограф.

## Биография
Карьеру в кинематографе начинал как фотограф и монтажёр, потом приступил к режиссуре короткометражных и рекламных картин. В 1976 году дебютирует на большом экране фильмом «Можем только мы». Сначала снимал фильмы в содружестве с другими режиссёрами, после самостоятельно. В творчестве обращается преимущественно к острым социальным темам, проблемам юношества, трудностям рабочего класса, триллерам и детективам. Сценарист и оператор большинства своих фильмов.

## Избранная фильмография

### Режиссёр
- 1977 — Можем только мы / Måske ku' vi
- 1978 — Я и Чарли / Mig og Charly (совместно с Хеннингом Кристиансеном)
- 1979 — Джонни Ларсен / Johnny Larsen
- 1983 — Есть на свете прекрасная страна / Der er et yndigt land
- 1988 — Рай и ад / Himmel og helvede
- 1992 — Русская певица / Den russiske sangerinde
- 1994 — Королевство / Riget (ТВ, мини-сериал, совместно с Ларсом фон Триером)
- 1997 — ... — Комиссар Мартин Бек / Beck (ТВ, сериал)
- 1997 — 1999 — Такса / Taxa (ТВ, сериал)
- 1998 — Последняя миссия банды Ольсена / Olsen-bandens sidste stik (закончил фильм после смерти Тома Хедегора[дат.])
- 2003 — Переулок счастья / Lykkevej
- 2005 — Большой день / Den store dag
- 2007 — 2012 — Убийство / Forbrydelsen (ТВ, сериал)
- 2011 — 2018  — Мост / Bron/Broen (ТВ, сериал)

### Сценарист
- 1978 — Я и Чарли / Mig og Charly
- 1979 — Джонни Ларсен / Johnny Larsen
- 1983 — Есть на свете прекрасная страна / Der er et yndigt land
- 1988 — Рай и ад / Himmel og helvede
- 1992 — Русская певица / Den russiske sangerinde
- 2003 — Переулок счастья / Lykkevej

### Оператор
- 1977 — Можем только мы / Måske ku' vi
- 1977 — Мальчики / Drenge
- 1978 — Я и Чарли / Mig og Charly

### Продюсер
- 1983 — Есть на свете прекрасная страна / Der er et yndigt land

## Признание
- 1978 — премия «Бодиль» за лучший датский фильм («Я и Чарли» совместно с Хеннингом Кристиансеном)
- 1980 — премия «Бодиль» за лучший датский фильм («Джонни Ларсен»)
- 1983 — номинация на Золотого Медведя 33-го Берлинского международного кинофестиваля («Есть на свете прекрасная страна»)
- 1983 — премия «Бодиль» за лучший датский фильм («Есть на свете прекрасная страна»)
- 1993 — номинация на Золотого Медведя 43-го Берлинского международного кинофестиваля («Русская певица»)